# Mom jango
Pour les articles homonymes, voir Mom.
Le mom jango (ou kobo, vere, verre, were) est une langue de l'Adamaoua parlée au Cameroun dans la Région du Nord, le département du Faro et l'arrondissement de Beka, au nord de Tchamba, le long de la frontière avec le Nigeria,  par la population Vere.
Au Cameroun, le nombre de locuteurs était de 6 520 en 2000.